# Élections cantonales françaises de 1925
Des élections cantonales ont été organisées en France les 19 et 26 juillet 1925.